# Axel Nordlander
Axel Nordlander (n. 21 septembrie 1879, Norrbärke⁠(d), Comitatul Dalarna, Suedia – d. 30 aprilie 1962, Helsingborg, Suedia) a fost un sportiv ce a reprezentat Suedia, medaliat olimpic. A participat la o ediție a Jocurilor Olimpice (1912) în care a câștigat două medalii de aur.